# Municipalità locale di Khara Hais
La municipalità locale di Khara Hais è stata una municipalità locale del Sudafrica, situata nella provincia del Capo Settentrionale.
Nel 2016 si è fusa con la municipalità locale di Mier per costituire la municipalità locale di Dawid Kruiper.